# Ґрет Геллеманс
Ґрет Геллеманс (нід. Greet Hellemans, 25 травня 1959) — нідерландська академічна веслувальниця.
Срібна призерка Олімпійських Ігор 1984 року в складі парної двійки, бронзова призерка 1984 року в складі вісімки, учасниця 1980 року.